# ディアブラーダ

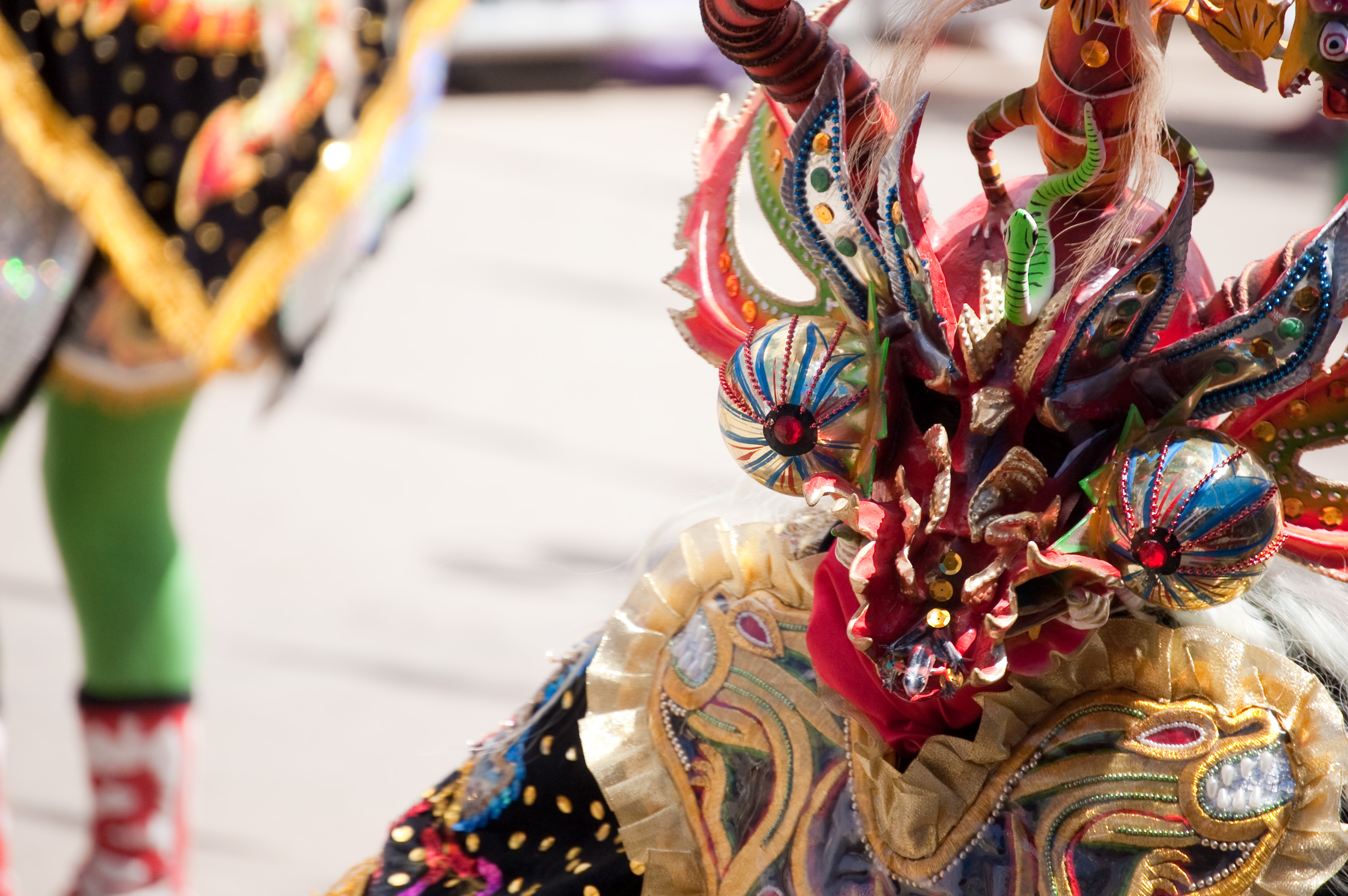
2009年、オルロのカーニバルでのディアブラーダのダンサー

ディアブラーダ（DiabladaまたはDanza de Diablos）は南アメリカアンデスの高原アルティプラーノの伝統的ダンス。「ディアブラーダ」は「悪魔の踊り」を意味する。ダンサーは、けばけばしい悪魔のマスクと衣装で踊りながら行進する。この踊りはスペイン植民地時代に始まり、聖母に屈服した悪魔をイメージしたものである。

## 歴史
ディアブラーダの起源はいくつか異説がある。発祥の地としてボリビアとペルーの2説がある。ボリビアとペルーはアンデス山脈を挟んだ隣同士であり、アンデス文明圏の国である。スペインから来た宣教師は土地の住民に対し、天使と悪魔に見立てた芝居がかった踊りを見せることで、いわゆる七つの大罪の教えを説いた。その踊りが地元の踊りを取り入れたものだったので、結果としてスペインとアンデスの文化が融合したものとなった。
ボリビアのオルロのカーニバルは、2001年、ユネスコにより「人類の口承及び無形遺産の傑作の宣言」がなされたが（2009年に無形文化遺産リストに記載）、その際にこれは今のオルロに住んでいたウル族が崇拝する神ティウに捧げる祭りであったと推定している。あるいは、起源は現在のボリビアのポトシなどであるとする説もある。スペインによるアメリカ大陸の植民地化の際、オルロやアルティプラーノ出身の鉱夫の入植により広まったとする説もある。あるいはディアブラダは1538年頃、アウラガス（Aullagas、現在のボリビアポトシ県北部）の鉱山でキリスト教文化とアンデスの地元宗教が融合したものであり、キリスト教の宗教的な像を地元宗教のシンボルとしたことに始まるとされる。例えば、キリスト教徒が地元宗教と融合して、燭台の聖母のような信仰対象となり、それに合わせてキリスト教の宗教行事が地元の祭りに取り入れられ、舞踊にも影響したとする説である。古くから信じられていた地元神はキリスト教における神や聖人の名に置き換えられて信仰が続けられた。
現在のペループーノ県にあたるアルティプラーノでチチカカ湖周辺にあるジュリに住むルパカ族が1576年に始め、その他のスペイン領アメリカに広まったとする説もある。
いずれにせよ、ディアブラダは長い時間をかけて南アメリカ各地で独自の発達を遂げ、その形も様々なものとなった。有名なものに、プーノのディアブラダやオルロのディアブラダなどがある。

## 舞踊形式

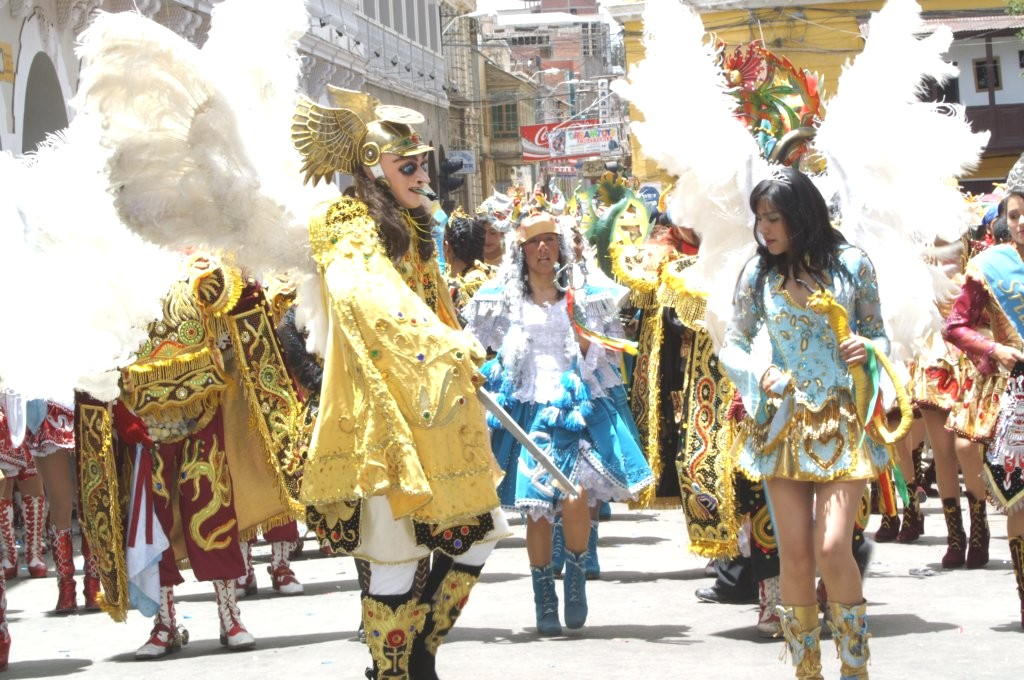
聖ミカエルに導かれる舞踏団

ディアブラダの踊りはシクリと呼ばれる楽団を伴う。アルティプラーノ地方のディアブラダはバンドやオーケストラを伴う。舞踏のステップや衣装も様々なものが工夫されており、場所も道路などの外や劇場やアリーナなど様々である。舞踏団の先頭はルシファーやサタン、女鬼（China Supay）である。それに続いて七つの大罪である傲慢、色欲、憤怒、暴食、嫉妬、強欲、怠惰の悪魔を模した行列が続く。また、ブラウス、短いスカート、剣、盾で装った聖ミカエルが天使の集団を率いていく。天使と悪魔の一団は踊りながらクロスや円に並ぶなどのマーチングを行う。マーチングは聖ミカエルの一団が悪魔の一団を打ち破るというストーリーで進んでいく。ディアブラダのコスチュームは豪華であり、重くもある。踊りは3つの部分からなり、それぞれに7種類の動きがつけられている。